# Teaterdokumentar
Teaterdokumentar er en blanding af dokumentar og teater, hvor virkelige hændelser sættes i scene med teatrets virkemidler. 
En teaterdokumentar er faktabaseret og bygger ikke på et fiktivt manuskript. På scenen står de personer der var med da det skete og fortæller deres version af historien, som de oplevede det. 
Den typiske tilblivelse for en teaterdokumentar består af tre elementer:
1. Interview-delen, hvor den eller de medvirkende fortæller hele sin historie til instruktør og/eller forfatteren.
2. Redigering, hvor historien skæres til.
3. Iscenesættelsen, hvor det sceniske arrangement lægges, lys sættes og lydside monteres, som man kender det fra andre teaterforestillinger.

Holbæk Teater producerede i 2013 Ultimatum, hvor far og datter står på scenen og fortæller deres historie i en teaterdokumentar om alkoholmisbrug i familien. I 2015 producerede de Fedest, en teaterdokumentar om fedme. Begge instrueret af Kristoffer M Hansen.
I 2013 præsenterede Det Røde Rum på Det Kongelige Teater teaterdokumentaren Familieudredning, hvor instruktøren Tue Biering satte sin egen Familie (menneske)familie i scene.
 Der er for få eller ingen kildehenvisninger i denne artikel, hvilket er et problem. Du kan hjælpe ved at angive troværdige kilder til de påstande, som fremføres i artiklen.